# 100e régiment de grenadiers du Corps (1er régiment d'infanterie royal saxon)
Pour les articles homonymes, voir 100e régiment.
Le 100e régiment de grenadiers du Corps royal saxon est avec le 101e régiment de grenadiers « empereur Guillaume, roi de Prusse » est le plus ancien régiment d'infanterie de l' armée électorale, plus tard royale, saxonne et est fondé le 30 avril 1670 en tant que régiment de Corps d'infanterie sous la direction de l'électeur et maréchal Jean-Georges II.

## Histoire
À partir de 1622, l'unité est constituée comme garde à pied et est créée le 30 avril 1670 par l'électeur Jean-Georges II de Saxe comme régiment à pied de Corps. Au cours des années suivantes, le nom subit de fréquents changements et reçoit le 7 juin 1815 le nom de 1er régiment de grenadiers du Corps et au début de 1821 le nom de 1er régiment d'infanterie du Corps. Le 1er octobre 1849, la 1re brigade d'infanterie du Corps, composée des bataillons d'infanterie 13 à 16, est formée. Le 1er avril 1867, l'unité de troupes reçoit la désignation 100e régiment de grenadiers du Corps (1er régiment d'infanterie royal saxon).

### Unités supérieures
Le régiment fait partie de la 45e brigade d'infanterie (de), qui est engagée dans la formation de la 23e division d'infanterie et appartient au 12e corps d'armée. Lorsque la Première Guerre mondiale éclate, l'ensemble des troupes est subordonné à la 3e armée.

### Opérations de combat, escarmouches et batailles
- 1673-1675 pendant la guerre de Sept Ans contre la France
- 1683 Guerre contre les Turcs près de Vienne
- 1688-1695 dans la guerre de Succession du Palatinat contre la France
- 1695-1697 Grande guerre turque
- 1699-1706 et 1709-1716 Grande guerre du Nord
- Guerre de Succession d'Espagne de 1709
- 1733-1735 Guerre de Succession de Pologne
- 1741/42 Guerre contre l'Autriche
- 1744/45 Guerre contre la Prusse (Hohenfriedberg)
- 1756–1763 contre la Prusse
- 1778/1779 contre l'Autriche
- 1793-1796 Guerre contre la France
- 1806 Guerre contre la France
- 1809 Guerre contre l'Autriche
- 1812/1813 Guerre contre la Russie
- 1813 contre les alliés (Großbeeren, Dennewitz, Leipzig)
- 1814/15 contre la France
- 1849 : répression de l'insurrection de Dresde
- Guerre de 1866 (Gitschin, Königgrätz)

### Guerre franco-prussienne
- 18 août 1870 Saint-Privat
- 24 août 1870 Verdun
- 29 août 1870 Nuart
- 30 août 1870 Beaumont
- 1er septembre 1870 Sedan
- 29/30 novembre 1870 Étrépagny et Les Thilliers
- 4 décembre 1870 Villiers
- 19 janvier 1871 Groslay-Ferme

### Première Guerre mondiale
Avec la mobilisation du 2 août 1914, le régiment doit mettre sur pied un bataillon de réserve de 4 compagnies ainsi que deux dépôts de recrues. Le 9 septembre 1916, la 2e compagnie est détachée et devient la 1re compagnie du 392e régiment d'infanterie. Le 11 septembre 1918, une compagnie de lance-mines, formée à partir de parties de la 23e compagnie saxonne de lance-mines, est attribuée au régiment. Le régiment subit de nombreux décès parmi ses soldats.

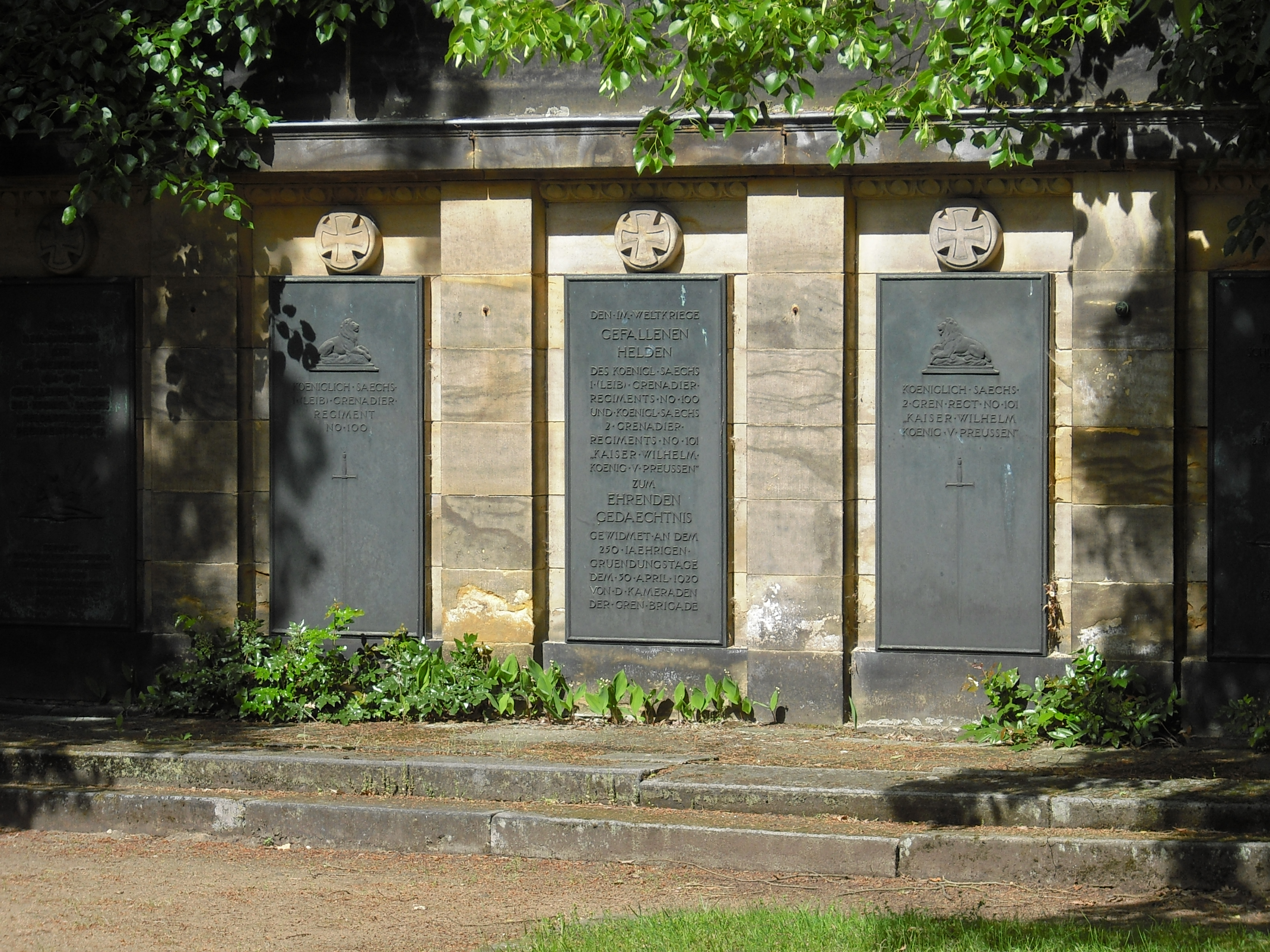
Monument des et régiments royaux de grenadiers saxons dans le Ehrenhain du cimetière du Nord de Dresde

### Participation au massacre de Dinant
Le 23 août 1914, plusieurs unités allemandes sont impliquées dans le massacre de Dinant alors qu'elles traversent la Belgique neutre. Dans leur livre Kriegsgreuel 1914: Die umstrittene Wahrheit, les auteurs John Horne et Alan R. Kramer (de) affirment que le 101e régiment de grenadiers a reçu l'ordre de « bombarder » Dinant. Au cours de cette manœuvre, plusieurs soldats sont tués par des tirs amis. Il est reconnu dans la littérature que le 100e régiment de grenadiers prend part aux atrocités de Dinant. Le gouvernement allemand ne présente officiellement ses excuses pour ces crimes de guerre qu’en 2001

### Commandants de régiment
| Nom                                          | Date                            |
| -------------------------------------------- | ------------------------------- |
| Georg von Kuffer                             | 1670                            |
| Lindau von Brand                             | 1679                            |
| von Rommel                                   | 1681                            |
| Hans Rudolf von Schönefeld                   | 1682                            |
| Gustav Schmeiß von Ehrenpreisberg            | 1685                            |
| Heinrich Ehrenreich von Bornstädt            | 1692                            |
| Friedrich von Brause                         | 1697                            |
| Johann Eberhard von der Drost                | 1697                            |
| Hans Hermann Wostromirski von Rockittnigk    | 1699                            |
| Baron von Degenfeld (de)                     | 1700                            |
| Adam Heinrich Baron von Bose                 | 1703                            |
| von Stojentin (de)                           | 1712                            |
| Gottlieb Baron von Schmettau                 | 1718                            |
| Karl Gustav von Fitzner                      | 1719                            |
| Julius Friedrich von Weißenbach (de)         | 1728                            |
| Christian von Stutterheim                    | 1740                            |
| Fran Noé de Crousaz                          | 1745                            |
| Julius Ferdinand von Winkelmann              | 1752                            |
| Philipp Christian von Pirch                  | 1764                            |
| Friedrich Adolf von Gersdorff                | 1778                            |
| Wolf Reinhard von Hartitzsch (de)            | 1778                            |
| Philipp de Leger                             | 1788                            |
| Eckardt Adam von Stammer (de)                | 1791                            |
| Wilhelm von Low                              | 1794                            |
| Wilhelm Ludwig von Stieglitz                 | 1795                            |
| Heinrich Anton von Biela                     |                                 |
| Georg Erdmann von Hayne                      | 1800                            |
| Friedrich Wilhelm von Gerstenberg            | 1801                            |
| Friedrich Gottlieb Donat                     | 1807                            |
| Friedrich von Hartitzsch (de)                | 1809                            |
| Heinrich von Zeschau (de)                    | 1809                            |
| Bernard de Saxe-Weimar-Eisenach              | 1814                            |
| Karl Friedrich Anger                         | 1814                            |
| Heinrich Gottlob von Radeloff                | 1815                            |
| Thomas von Wohan                             | 1817                            |
| Friedrich Heinrich von Koppenfels (de)       | 1828                            |
| Karl Heinrich von Einsiedel (de)             | 1836                            |
| Adolf Heinrich Ludwig von Schulz             | 1845                            |
| Karl Joseph Theodor von Bourk                | 1848                            |
| Carl von Sichart                             | 1849                            |
| Karl von Hausen                              | 1853                            |
| Ludwig von Falkenstein                       | 1er juin 1860                   |
| Lothar von Hausen                            | 1861                            |
| Rudolf von Bünau (de)                        | 1866                            |
| Hugo Garten (de)                             | 9 juillet 1868                  |
| Hermann Ernst von Rex (de)                   | 19 août 1870                    |
| Curt Haubold von Einsiedel (de)              | 1er juin 1875                   |
| Edmund August von Mensch                     | 30 novembre 1878                |
| Anton Maria von Cerrini di Monte Varchi (de) | 1er avril 1881                  |
| Curt von Raab (de)                           | 20 mars 1885                    |
| Erwin von Minckwitz (de)                     | 10 février 1889                 |
| Lothar von Hausen (de)                       | 19 avril 1891                   |
| Leo von Carlowitz (de)                       | 31 mars 1895                    |
| Hans von Carlowitz (de)                      | 24 mars 1897                    |
| Karl Ludwig d'Elsa                           | 14 avril 1898                   |
| Georg von Criegern (de)                      | 19 septembre 1900               |
| Oskar von Ehrenthal (de)                     | 26 mars 1903                    |
| Arndt von Criegern (de)                      | 17 août 1906                    |
| Adolph von Carlowitz                         | 15 avril 1908                   |
| Max Leuthold (de)                            | 24 septembre 1909               |
| Gustav von der Decken (de)                   | 1er avril 1913                  |
| Horst von Tettenborn (de)                    | 11 janvier 1915                 |
| Kurt von Dambrowski (de)                     | 1915                            |
| Georg von Watzdorf (de)                      | 27 juin 1917                    |
| Walther von Witzleben (de)                   | 10 janvier 1919 au 24 mars 1919 |